# Acanthophyllum
Acanthophyllum, biljni rod u porodici klinčićevke (Caryophyllaceae). Opisan je 1831. godine. Priapda mu 82 vrste višegodišnjih grmova, poglavito u irano–turanskoj florističkoj regiji.

## Vrste
1. Acanthophyllum acerosum Sosn.
2. Acanthophyllum aculeatum Schischk.
3. Acanthophyllum adenophorum Freyn
4. Acanthophyllum afghanicum (Podlech) A.Pirani & Zarre
5. Acanthophyllum albidum Schischk.
6. Acanthophyllum allochrusoides (Gilli) Pirani
7. Acanthophyllum andarabicum Podlech ex Schiman-Czeika
8. Acanthophyllum andersenii Schiman-Czeika
9. Acanthophyllum anisocladum Schiman-Czeika
10. Acanthophyllum aphananthum Rech.f.
11. Acanthophyllum bilobum Schiman-Czeika
12. Acanthophyllum bracteatum Boiss.
13. Acanthophyllum brevibracteatum Lipsky
14. Acanthophyllum bungei (Boiss.) Trautv.
15. Acanthophyllum caespitosum Boiss.
16. Acanthophyllum cerastioides (D.Don) Madhani & Zarre
17. Acanthophyllum coloratum (Preobr.) Schischk.
18. Acanthophyllum crassifolium Boiss.
19. Acanthophyllum cyrtostegium Vved.
20. Acanthophyllum diaphanopterum A.Pirani & Moazzeni
21. Acanthophyllum diezianum Hand.-Mazz.
22. Acanthophyllum eglandulosum (Hedge & Wendelbo) Pirani
23. Acanthophyllum ejtehadii Mahmoudi & Vaezi
24. Acanthophyllum ekbergii (Hedge & Wendelbo) A.Pirani & Rabeler
25. Acanthophyllum elatius Bunge
26. Acanthophyllum flavum (Dickoré & Freitag) A.Pirani & Rabeler
27. Acanthophyllum glandulosum Bunge ex Boiss.
28. Acanthophyllum gracile Bunge ex Boiss.
29. Acanthophyllum grandiflorum Stocks
30. Acanthophyllum gypsophiloides Regel
31. Acanthophyllum herniarioides (Boiss.) Madhani & Zarre
32. Acanthophyllum honigbergeri (Fenzl) Barkoudah
33. Acanthophyllum kabulicum Schiman-Czeika
34. Acanthophyllum kandaharicum Gilli
35. Acanthophyllum kermanense (Bornm.) A.Pirani & Rabeler
36. Acanthophyllum knorringianum Schischk.
37. Acanthophyllum korolkowii Regel & Schmalh.
38. Acanthophyllum korshinskyi Schischk.
39. Acanthophyllum krascheninnikovii Schischk.
40. Acanthophyllum lamondiae Schiman-Czeika
41. Acanthophyllum laxiflorum Boiss.
42. Acanthophyllum laxiusculum Schiman-Czeika
43. Acanthophyllum lilacinum Schischk.
44. Acanthophyllum lindbergii (Hedge & Wendelbo) A.Pirani & Oxelman
45. Acanthophyllum longicalyx Hedge & Wendelbo
46. Acanthophyllum luteum (Falat. & Mahmoodi) A.Pirani & Kovalchuk
47. Acanthophyllum maimanense Schiman-Czeika
48. Acanthophyllum makranicum (Rech.f.) A.Pirani & Rabeler
49. Acanthophyllum mikeschinianum Yukhan. & Kuvaev
50. Acanthophyllum mucronatum C.A.Mey.
51. Acanthophyllum myrianthum (Rech.f.) Madhani & A.Pirani
52. Acanthophyllum oppositiflorum Aytaç
53. Acanthophyllum pachycephalum Schiman-Czeika
54. Acanthophyllum pachystegium Rech.f.
55. Acanthophyllum paniculatum Regel & Herder
56. Acanthophyllum persicum (Boiss.) A.Pirani & Rabeler
57. Acanthophyllum pleiostegium Schiman-Czeika
58. Acanthophyllum popovii (Preobr.) Barkoudah
59. Acanthophyllum pulcherrimum Hedge & Wendelbo
60. Acanthophyllum pulchrum Schischk.
61. Acanthophyllum pungens (Bunge) Boiss.
62. Acanthophyllum raphiophyllum (Rech.f.) Barkoudah
63. Acanthophyllum recurvum Regel
64. Acanthophyllum sarawschanicum Golenkin
65. Acanthophyllum scapiflorum (Akhtar) Schiman-Czeika
66. Acanthophyllum schugnanicum (Preobr.) Schischk.
67. Acanthophyllum sedifolium (Kurz) Madhani & Zarre
68. Acanthophyllum sordidum Bunge ex Boiss.
69. Acanthophyllum speciosum Schiman-Czeika
70. Acanthophyllum spinosum (Desf.) C.A.Mey.
71. Acanthophyllum squarrosum Boiss.
72. Acanthophyllum stenocalycinum (Rech.f. & Schiman-Czeika) A.Pirani & Moazzeni
73. Acanthophyllum stenostegium Freyn
74. Acanthophyllum stocksianum Boiss.
75. Acanthophyllum subglabrum Schischk.
76. Acanthophyllum tadshikistanicum (Schischk.) Schischk.
77. Acanthophyllum takhtajanii (Gabrieljan & Dittrich) A.Pirani & Rabeler
78. Acanthophyllum transhyrcanum G.Preobr.
79. Acanthophyllum versicolor Fisch. & C.A.Mey.
80. Acanthophyllum verticillatum C.A.Mey.
81. Acanthophyllum xanthoporphyranthum Hedge & Wendelbo
82. Acanthophyllum yasamin-nassehiae Joharchi & A.Pirani

## Sinonimi
- Allochrusa Bunge ex Boiss.
- Czeikia Ikonn.
- Kabulianthe (Rech.f.) Ikonn.
- Kuhitangia Ovcz.
- Ochotonophila Gilli
- Scleranthopsis Rech.f.
- Timaeosia Klotzsch